# Kathy Hammond
Kathy Hammond, née le 2 novembre 1951 est une ancienne athlète américaine spécialiste du 400 mètres. Lors des Jeux olympiques de Munich en 1972, elle termine troisième de la finale du 400 m remportée par Monika Zehrt. Elle décroche quelques jours plus tard la médaille de bronze du relais 4 × 400 mètres avec ses coéquipières Mable Fergerson, Madeline Manning et Cheryl Toussaint.

## Palmarès

### Jeux olympiques
- Jeux olympiques d'été de 1972 à Munich :
  -  Médaille de bronze du 400 mètres
  -  Médaille d'argent du relais 4 × 400 mètres